# 莫洛凯阿利伊努伊
莫洛凯阿利伊努伊是莫洛凯岛历史上的最高统治者。与夏威夷群岛其他岛屿的统治者一样，莫洛凯岛的阿利伊努伊也声称自己是天父瓦凯亚和地母帕帕哈瑙莫库的后裔。
莫洛凯岛的传统历史是零散的。这个岛屿在夏威夷群岛的政局中并不重要。它的重要性在于其王室通过婚姻建立的联系，以及后来因巫术和卡胡纳（专业人员）而获得的声誉。莫洛凯岛是夏威夷群岛的8个主要岛屿中的第5大岛，其面积较小，使得它在与其他岛屿（如毛伊岛、瓦胡岛、考爱岛和夏威夷岛）争夺权力以及生存时处于不利地位。
到17世纪末，随着岛屿间冲突愈加激烈，莫洛凯岛多次遭遇其他岛屿的强大君主的打击，尤其是卡皮奥霍卡拉尼、佩雷伊奥霍拉尼和卡赫基利二世的袭击。最终，在古夏威夷时代结束前，莫洛凯岛完全屈服于毛伊岛的强大力量。

## 列表
- 卡毛阿乌阿（英语：Kamauaua）
- 克欧洛欧瓦（英语：Keʻoloʻewa）
- 卡帕乌-阿-努阿凯阿（英语：Kapau-a-Nuʻakea）（女）
- 卡毛利瓦希内（英语：Kamauliwahine）（女）
- 胡阿拉尼（英语：Hualani）（女）

（间隔若干代）
- 卡霍库奥胡阿（英语：Kahokuohua）

（间隔若干代）
- 卡拉尼佩胡（英语：Kalanipehu）

（间隔若干代）
- 卡内阿莱（英语：Kanealai）（女）[2][3]